# Норбелло
Норбелло (итал. Norbello) — коммуна в Италии, располагается в регионе Сардиния, в провинции Ористано.
Население составляет 1223 человека (2008 г.), плотность населения составляет 47 чел./км². Занимает площадь 26 км². Почтовый индекс — 9070. Телефонный код — 0785.
Покровителями коммуны почитаются святые Кирик и Иулитта, празднование 15 июля.

## Демография
Динамика населения:

## Администрация коммуны
- Официальный сайт: http://www.comune.norbello.or.it/